# Heteroconis ornata
Heteroconis ornata là một loài côn trùng trong họ Coniopterygidae thuộc bộ Neuroptera. Loài này được Enderlein miêu tả năm 1905.

## Hình ảnh

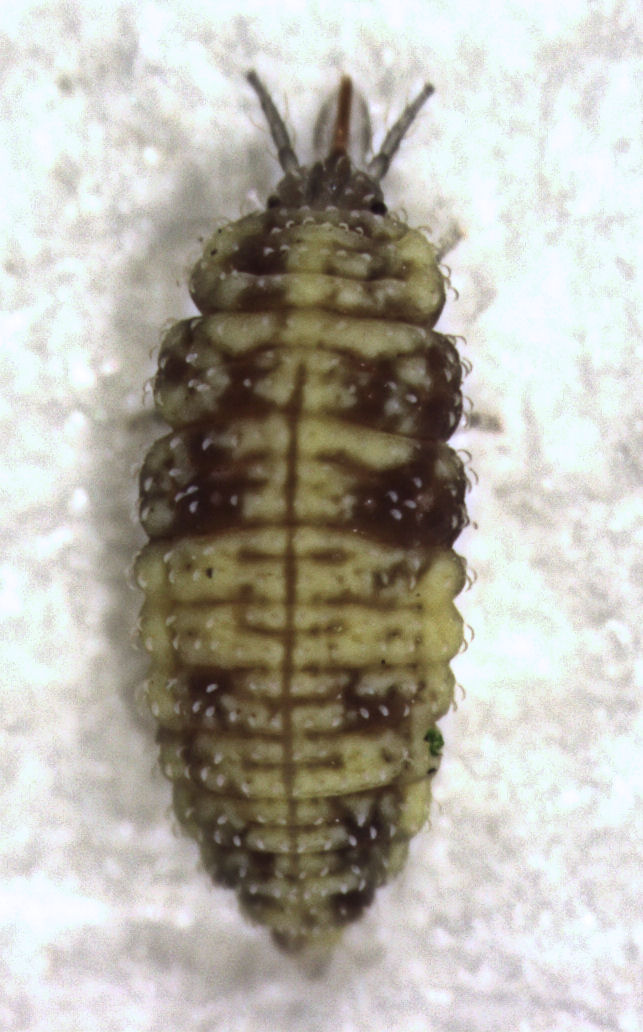